# 1795 в Україні

## Особи

### Народились
- 22 березня Хоріс Логгин Андрійович (1795—1828) — художник і мандрівник, загинув в Мексиці.
- 25 грудня Кароліна Собанська (1795—1885) — авантюристка і таємна агентка царського уряду, в яку були закохані і якій присвячували вірші Олександр Пушкін і Адам Міцкевич. Господиня одеського салону, уславилася на початку 1820-х своєю пекучою, демонічною красою.
- Арандаренко Микола Іванович (1795—1867) — український історик, статистик, етнограф, в 1856—1863 роках — Архангельський цивільний губернатор.
- Озаркевич Іван Григорович (1795—1854) — український культурно-освітній діяч, співзасновник аматорського театру в Коломиї, який здійснив першу в Галичині прилюдну українську виставу.
- Орлов Іван Олексійович (1795—1874) — генерал-лейтенант, генерал-ад'ютант, похідний отаман донських козацьких полків, власник великого українського маєтку Матусів.
- Фурман Андрій Федорович (1795—1835) — декабрист, капітан Чернігівського піхотного полку, командир 6 мушкетерської роти.
- Шанковський Петро (1795—1872) — руський політичний діяч, греко-католицький священик, парох і декан (УГКЦ) станиславівський.

### Померли
- 20 грудня Туманський Осип Григорович (1730—1795) — український державний діяч та дипломат в уряді Кирила Розумовського. Військовий канцелярист, бунчуковий товариш, статський радник.
- Пилип Федорів (1694—1795) — український військовий діяч, кошовий отаман Запорізької Січі. Відомий також як Пилип Пилипенко.

## Засновані, створені
- Луганськ
- Вікторівка (Ширяївський район)
- Вільшанка (Чуднівський район)
- Вознесенськ
- Зарічне (Вовчанський район)
- Росішки (Тетіївський район)
- Ширяєве
- Вознесенське намісництво
- Церква святого апостола Івана Богослова (Довжанка)
- Церква святого Стефана (Усичі)
- Некрополь Миколаєва
- Великі Копані
- Володимир-Волинський повіт
- Дубенський повіт
- Ковельський повіт (Російська імперія)
- Кременецький повіт (Російська імперія)
- Луцький повіт
- Острозький повіт
- Проскурівський повіт
- Рівненський повіт
- Сквирський повіт
- Ушицький повіт
- Черкаський повіт
- Чигиринський повіт
- Ямпільський повіт